# Samson walczący

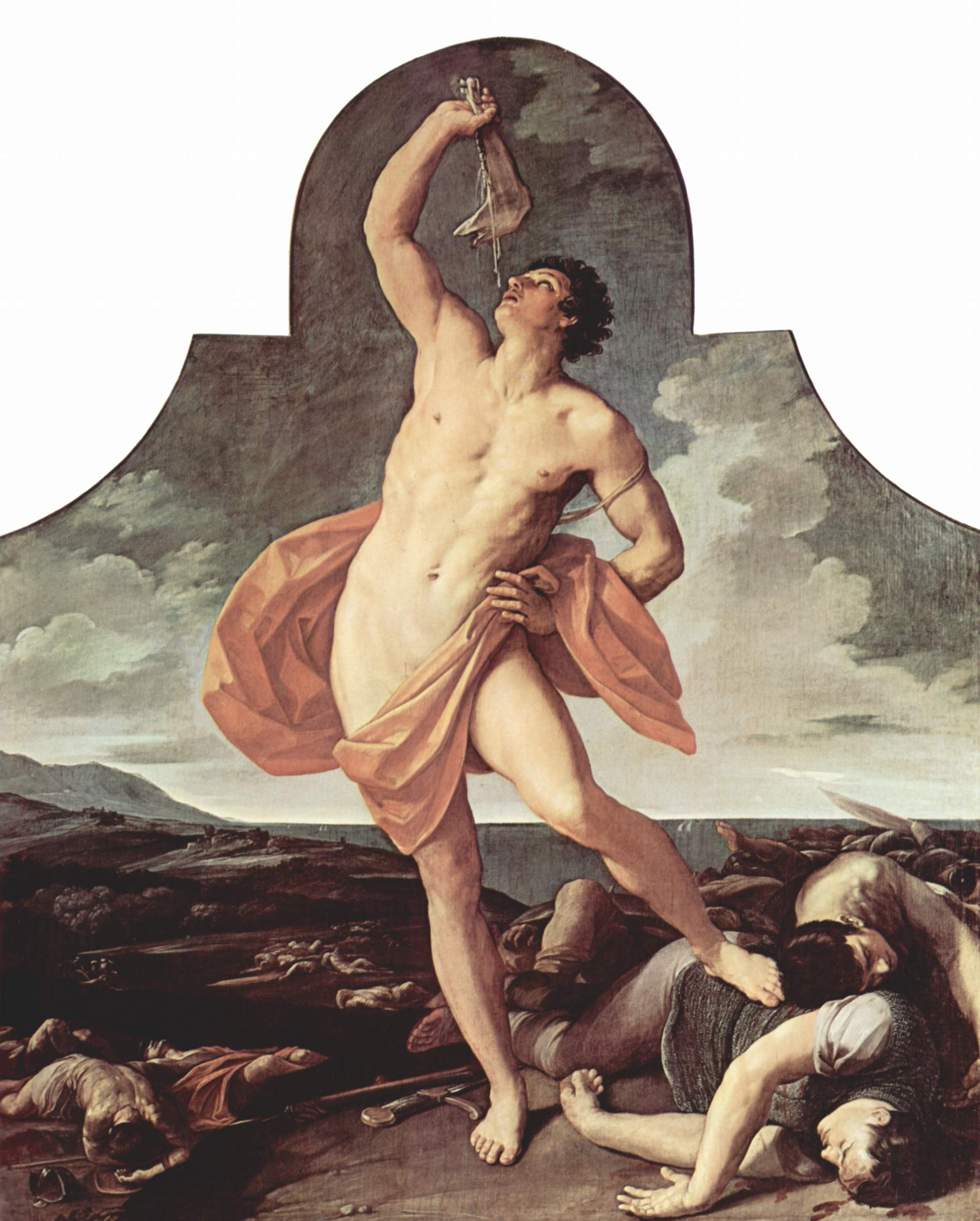
Guido Reni, Samson

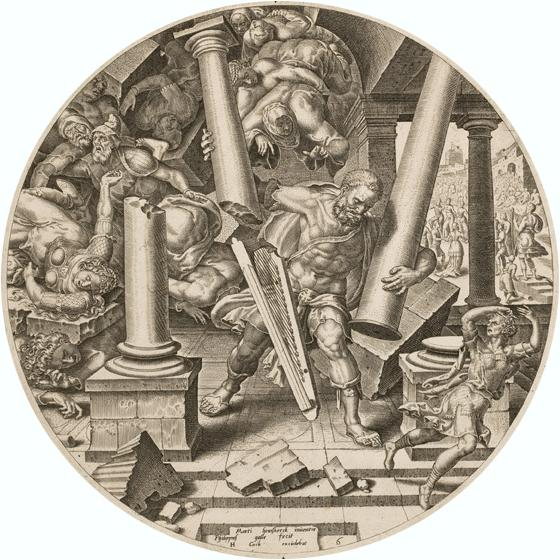
Philip Galle, Samson burzy świątynię Filistynów

Samson walczący (ang. Samson Agonistes) – tragedia, nazywana też poematem dramatycznym, angielskiego poety Johna Miltona, opublikowana w 1671. Grecki tytuł utworu znaczy dosłownie Samson atleta albo Samson zapaśnik. Dramat jest oparty na Biblii, a konkretnie na Księdze Sędziów i opowiada historię Samsona, największego izraelskiego mocarza, podstępnie pojmanego i oślepionego przez Filistynów. Bohater jest przedstawiony w ostatnich chwilach życia. Pokonuje rozpacz i jeszcze raz zbierając wszystkie siły obala kolumny podtrzymujące strop w świątyni Dagona, ginąc pod jej gruzami wraz ze swoimi prześladowcami.

A little onward lend thy guiding hand
To these dark steps, a little further on;
For yonder bank hath choice of sun or shade.
There I am wont to sit, when any chance
Relieves me from my task of servile toil,
Daily in the common prison else enjoin’d me;
Where I, a prisoner chain’d, scarce freely draw
The air imprison’d also, close and damp,
Unwholesome draught: but here I feci amends,
The breath of Heav’n fresh blowing, pure and sweet,
With day-spring born ; here leave me to respire.
This day a solemn feast the people hold
To Dagon, their sea idol, and forbid
Laborious works.

Wybór postaci mógł być podyktowany faktem, że Milton pod koniec życia był niewidomy. Napisał sonet On His Blindness. Przemysław Mroczkowski uważa, że Milton identyfikował się z izraelskim bohaterem

## Przekład
Na język polski omawiany utwór przełożył Michał Sprusiński.
Zobacz też: Raj utracony, Raj odzyskany